# Luiz Eça
Luiz Mainzi da Cunha Eça (* 3. April 1936 in Rio de Janeiro; † 24. Mai 1992) war ein brasilianischer Pianist, der Jazz und Bossa Nova spielte.
Eça, der seit seinem fünften Lebensjahr als klassischer Pianist ausgebildet worden war, begann sich in den frühen 1950er Jahren für Jazz zu interessieren. In der Cantina do César traf er auf Johnny Alf, mit dem und Ed Lincoln er 1953 ein Trio bildete, das im Plaza spielte, einem der Entstehungsorte der Bossa Nova. Im Trio mit Paulo Ney und Lincoln nahm er 1955 Uma Noite no Plaza auf. 1958 studierte er mit einem Stipendium klassisches Piano in Wien bei Martha Argerich und Friedrich Gulda. Nach seiner Rückkehr begleitete er zunächst Maysa, dann Leny Andrade. 1962 wurde er mit dem Tamba Trio (mit Helcio Milito und Bebeto Castilho) bekannt, das mit „Mas que nada“ einen Hiterfolg hatte, sich zu einer der einflussreichsten Combos Brasiliens entwickelte und auch durch Nordamerika und Argentinien tourte. Auch nahm er mit Paul Winter auf (Rio, 1965). 
Als Creed Taylor sein eigenes Label CTI Records gründete, bot er Eça einen Vertrag an, den dieser mit dem um den Bassisten Dório Ferreira erweiterten Tamba Trio erfüllte. Die neue Gruppe Tamba 4 veröffentlichte die Alben We and the Sea (1967) und Samba Blim (1968); ein drittes Album für den nordamerikanischen Markt, California Soul, wurde erst 2019 veröffentlicht. Eças Komposition The Dolphin, die auch auf We and the Sea enthalten ist, und von u. a. Stan Getz, Bill Evans,  Denny Zeitlin oder Martin Taylor aufgenommen wurde, entwickelte sich zum Jazzstandard.  In den 1980er Jahren bildete er das Jazztrio O Triângulo mit Luiz Alves und Robertinho Silva (gleichnamiges Album 1985). 
2004 legte Michel Legrand sein Tribut-Album Homenagem a Luiz Eça vor.

## Diskographische Hinweise
- Luiz Eça e cordas (1965)
- Piano e Cordas, Volume II (1970)
- Antologia Do Piano (1976)
- Onda Nova do Brasil (1978, mit Claudio Roditi)
- Luiz Eça (1983)
- Triângulo (1985)
- Trio (1991)
- Encontro Marcado (1992)